# Miodunka ćma
Miodunka ćma (Pulmonaria obscura Dumort.) – gatunek roślin z rodziny ogórecznikowatych (Boraginaceae). Występuje naturalnie w niemal całej Europie, Turcji oraz zachodniej części Syberii. Ponadto jest uprawiany jako roślina ozdobna.

## Rozmieszczenie geograficzne
Rośnie naturalnie w niemal całej Europie, Turcji oraz zachodniej części Syberii. W Europie jest spotykany w takich państwach jak Finlandia, Szwecja, Dania, Francja, Belgia, Niemcy, Polska, Czechy, Słowacja, Węgry, Austria, Szwajcaria, Chorwacja, Serbia, Bułgaria, Rumunia, Mołdawia, Ukraina, Białoruś, Litwa, Łotwa, Estonia oraz Rosja. W Polsce gatunek jest rozpowszechniony, zwłaszcza na południu, lokalnie rzadki (np. w północnej części Mazowsza).

## Morfologia

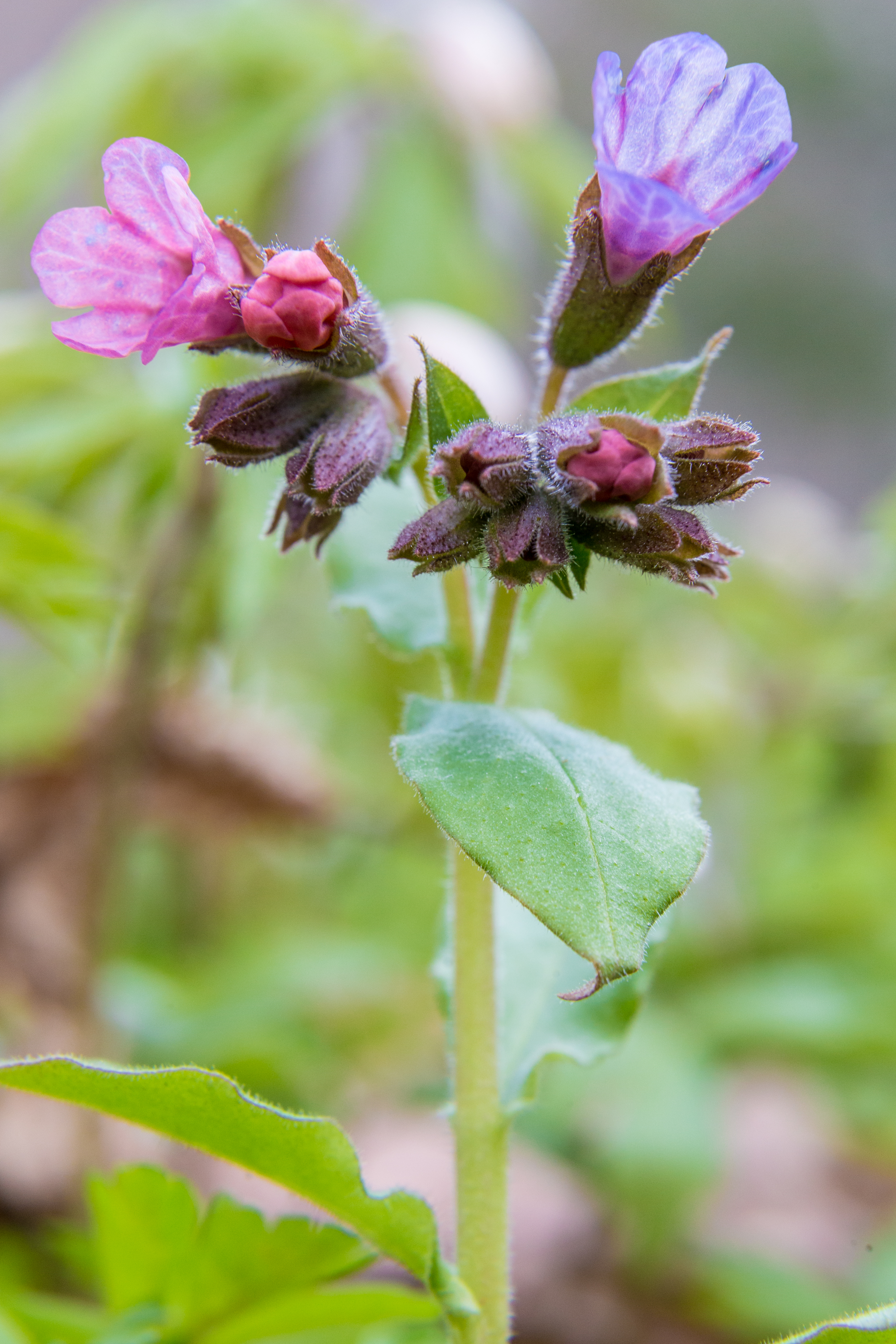
Kwiatostan

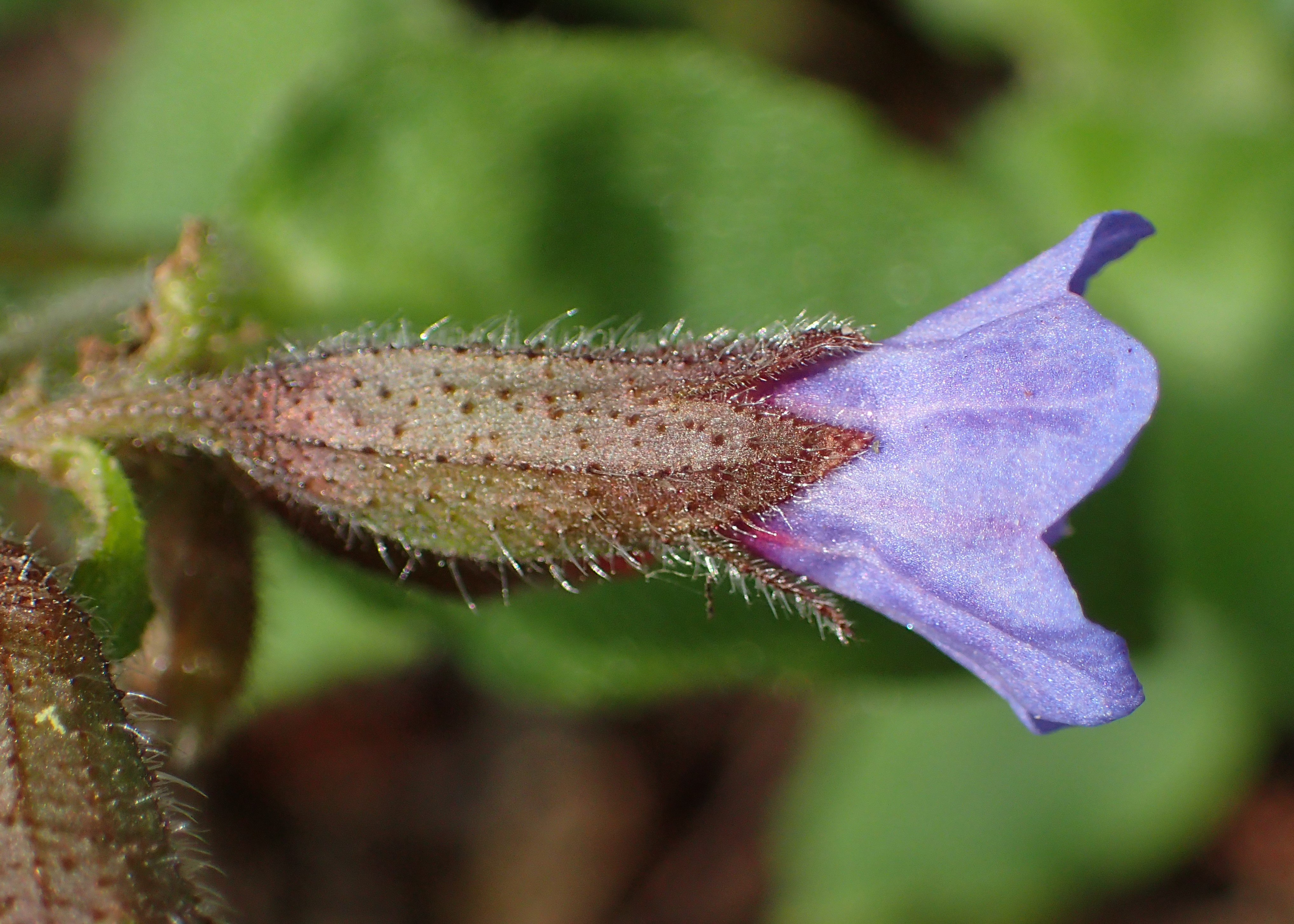
Kwiat

PokrójŁodyga jest wzniesiona, pojedyncza lub słabo rozgałęziająca się, kanciasta i cała silnie, gruczołowato owłosiona. Wysokość 20–30 cm. Kłącze jest silnie rozgałęzione, prawie czarne.
LiścieLiście odziomkowe wyrastają na ogonkach niewyraźnie oskrzydlonych, dłuższych od blaszki, a długość blaszki jest 2 razy większa niż jej szerokość. Liście są bez plam, lub z nieznacznymi, jasnozielonymi. Liście łodygowe lancetowatego kształtu, dolne na krótkich ogonkach, górne siedzące. Górna powierzchnia wszystkich liści pokryta szorstkimi długimi szczecinkami, pomiędzy którymi znajdują się krótsze brodawki i nieliczne gruczoły.
KwiatyPromieniste, dwubarwne; młode kwiaty są różowoczerwone, starsze czerwonofioletowe. Wyrastają na krótkich, silnie gruczołowato owłosionych szypułkach, tworząc na szczycie łodygi stosunkowo gęsty kwiatostan typu dwustronny sierpik. Kielich rurkowaty, złożony z 5 jednakowych, trójkątnych ząbków. Korona wewnątrz z 5 łukowatymi i orzęsionymi liniami.
OwocRozłupnia rozpadająca się na 4 brunatne lub czarne orzeszki.
Gatunki podobneRoślina jest podobna do miodunki plamistej (P. officinalis), która różni się plamistymi liśćmi. Miodunka ćma może być także mylona z miodunką czerwoną (P. rubra), która różni się liśćmi niemal dwukrotnie dłuższymi i jaśniejszymi. Ponadto miodunka czerwona ma zawsze kwiaty o różowoczerwonej barwie.

## Biologia i ekologia
Bylina, hemikryptofit. Siedliskiem są lasy liściaste oraz zarośla (zwłaszcza nadrzeczne). Jeden z rodzimych dla Polski gatunków zakwitających i rozwijających liście wczesną wiosną, jeszcze przed rozwinięciem liści przez drzewa, pod którymi rośnie. Najczęściej rośnie na glebach próchniczych, dobrze przewietrzanych. Jest cieniolubna. W klasyfikacji zbiorowisk roślinnych gatunek charakterystyczny dla rzędu (O.) Fagetalia. Kwitnie wczesną wiosną – od marca do maja. Kwiaty zapylane przez błonkówki. Roślina posiada podwójne zabezpieczenie przed niekorzystnym dla niej samozapyleniem – różnosłupkowość i samopłonność. Część kwiatów ma mianowicie słupki wyższe od pręcików, część kwiatów odwrotnie.

## Zmienność
Tworzy mieszańce z miodunką wąskolistną i miodunką węgierską.

## Zastosowanie
- Roślina lecznicza:
  - Surowiec zielarski: ziele (Herba Pulmonariae) miodunki ćmy oraz miodunki plamistej zawiera saponiny, flawonoidy, kwasy organiczne, śluzy, sole mineralne oraz ok. 2,5% krzemionki.
  - Działanie: korzystnie wpływa na drogi oddechowe, przyspiesza gojenie się uszkodzonej tkanki płuc, zwapnienie ognisk gruźliczych, usuwanie wydzielin z górnych dróg oddechowych, pobudza ruchy ich nabłonka rzęskowego. Stosuje się ją, przeważnie w mieszance z innymi ziołami, jako środek wykrztuśny przy przewlekłym nieżycie oskrzeli oraz pomocniczo przy gruźlicy i zapaleniu płuc[10].
  - Zbiór i suszenie: zbiera się całe ziele od marca do maja i suszy cienką warstwą.